# Bukit Mulie
Bukit Mulie is een bestuurslaag in het regentschap Bener Meriah van de provincie Atjeh, Indonesië. Bukit Mulie telt 856 inwoners (volkstelling 2010).